# Cratere Crewe
Crewe  è un cratere sulla superficie di Marte.